# Henry Mayhew
Henry Mayhew (25 novembre 1812 – 25 luglio 1887) è stato un giornalista e riformista britannico.

## Biografia
Fu cofondatore della celebre rivista satirica Punch, che diresse per qualche anno insieme a Mark Lemon; divenne celebre soprattutto per un'inchiesta sui poveri di Londra, pubblicata in una serie di articoli sul quotidiano Morning Chronicle. Scrisse in proposito: "Prenderò in considerazione tutti i poveri della metropoli in tre fasi, secondo che vogliano lavorare, non possano lavorare, e non vogliano lavorare". Intervistò mendicanti, artisti di strada (come gli "uomini Punch and Judy"), commercianti dei mercati, prostitute, fino ai mudlark (le "allodole del fango", i poverissimi che scavavano nel fango del Tamigi cercando residui di legno, metallo o carbone da rivendere). Questi articoli furono raccolti in un libro dal titolo London Labour and the London Poor, pubblicato in tre volumi nel 1851 e nuovamente nel 1861 con un volume aggiuntivo.
L'opera giornalistica di Mayhew fu un'importante fonte di ispirazione per i socialisti cristiani inglesi come Thomas Hughes, Charles Kingsley e F. D. Maurice, ma venne anche frequentemente citata dai radicali (per esempio, diversi estratti di London Labour furono pubblicati sul quotidiano Northern Star). Insieme alle opere di Edwin Chadwick, London Labour viene considerato una delle principali fonti di ispirazione di Charles Dickens.